# Буба пустињак
Буба пустињак (лат. Osmoderma eremita) је инсект из реда тврдокрилаца (Coleoptera) и потпородице буба-злате (Cetoniinae).

## Распрострањење
Врста је присутна у Аустрији, Белгији, Белорусији, Грчкој, Данској, Естонији, Италији, Летонији, Литванији, Лихтенштајну, Мађарској, Молдавији, Немачкој, Норвешкој, Пољској, Русији, Словачкој, Србији, Украјини, Финској, Француској, Холандији, Црној Гори, Чешкој, Швајцарској, Шведској и Шпанији.

## Станиште
Буба пустињак има станиште на копну.

## Угроженост
Ова врста се сматра скоро угроженом у погледу угрожености врсте од изумирања.